# Сербитон
Сербитон (англ. Surbiton) — район Лондона, входящий в состав боро Кингстон-апон-Темс.

## География
Сербитон расположен на правом берегу Темзы и представляет собой в основном жилой район площадью около 720 га. Начало росту города было положено с открытием станции Юго-Западной железной дороги в 1838 году (в связи с чем он первоначально носил название Кингстон-апон-Рэйлуэй, Kingston-upon-Railway), позволяющей в начале XXI века за 20 минут добраться до вокзала Ватерлоо, а впоследствии район связали с центром Лондона и автобусные маршруты.

## Население и администрация

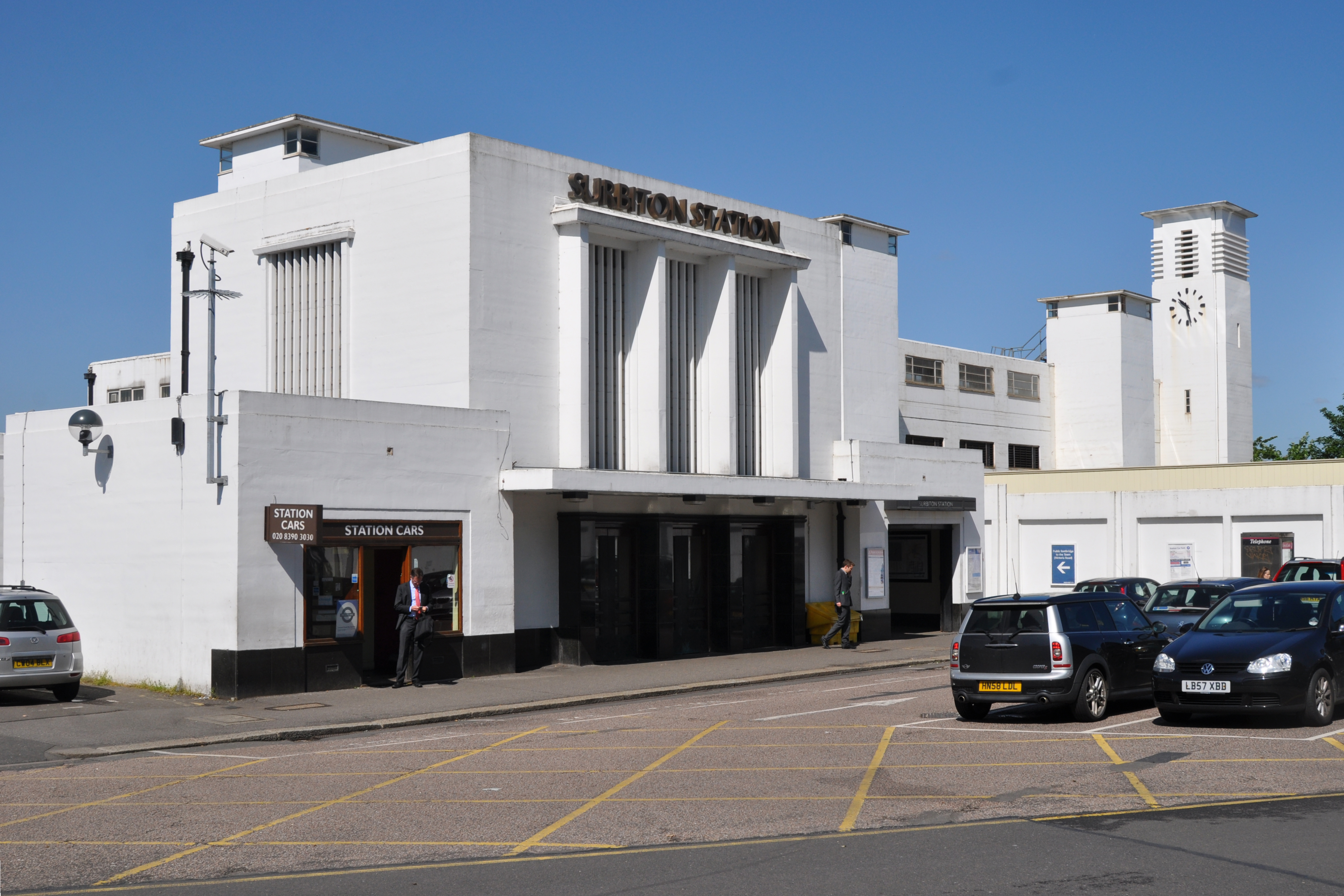
Железнодорожная станция Сербитона

Субертон, деревня на месте современного Сербитона, упоминается в документе 1179 года. До 1838 года Сербитон так и оставался небольшой деревней, и активный рост населения начался после открытия железнодорожной станции. В 1894 году Сербитон был включён в территорию Большого Лондона, а с 1936 по 1965 год являлся основой одноимённого боро. В 1965 году боро Сербитон был расформирован и включён в состав муниципального боро Кингстон-апон-Темс. Подсчитываемое при регулярных переписях населения количество жителей Сербитона составляло:
- 1891: 12 178;
- 1901: 15 017[5];
- 1921: 20 149;
- 1931: 30 178[6];
- 2001: 38 158[1]

По данным переписи 2001 года, около 17 процентов населения Сербитона составляли дети в возрасте до 18 лет и 13,5 процента — пенсионеры. Уровень безработицы среди трудоспособной части населения составлял чуть более 2 процентов; около 40 процентов трудоустроенных граждан либо занимались торговлей и сдачей недвижимости, либо работали в авторемонтных мастерских.
После включения Сербитона в состав боро Кингстон-апон-Темс управление районом осуществляет местный совет, составленный из представителей четырёх избирательных участков.

## Достопримечательности
Самым старым зданием на территории современного Сербитона является ферма «Berrylands», построенная не позднее 1736 года. В районе также имеются другие старинные здания, построенные здесь в первые десятилетия девятнадцатого века.
В начале 50-х годов девятнадцатого века художник-прерафаэлит Джон Милле создал в этих местах свою наиболее известную картину «Офелия», изображающую героиню Шекспира, уносимую речным течением. Фоном картины послужила протекающая через Сербитон речка Хогсмилл, а сам Милле на время её написания снимал поблизости дом вместе с ещё одним художником, Холманом Хантом, работавшим над полотном «Наёмный пастух».